# Jätteberget
Jätteberget este o arie protejată (arie specială de conservare — SAC, sit de importanță comunitară — SCI) din Suedia întinsă pe o suprafață de 107,1 ha, integral pe uscat.

## Localizare
Centrul sitului Jätteberget este situat la coordonatele 59°12′09″N 14°31′56″E / 59.2025°N 14.5321°E.

## Înființare
Situl Jätteberget a fost declarat sit de importanță comunitară în mai 2006 pentru a proteja 1 specie de plante. Situl a fost protejat și ca arie specială de conservare în ianuarie 2014.

## Biodiversitate
Situată în ecoregiunea boreală, aria protejată conține 5 habitate naturale: Mlaștini împădurite, Mlaștini turboase de tranziție și turbării mișcătoare, Lacuri și iazuri distrofice naturale, Cursuri de apă de la nivel de câmpie la nivel montan, cu vegetație Ranunculion fluitantis și Callitricho-Batrachion, Taiga vestică.
La baza desemnării sitului se află o specie protejată de  plante: Herzogiella turfacea.